# Водный талер

Водный талер

Водный талер (нем. Wassertaler) — название рейхсталера города Аугсбург 1694 года. Своё название монета получила из-за характерного изображения аверса. На нём в центре помещена кедровая шишка — центральный элемент герба города, по сторонам от которой располагаются двое мужчин, представляющие собой аллегорическое изображение божеств рек Вертах и Лех. Реверс монеты содержал герб Священной Римской империи и круговую надпись с именем и титулом императора «LEOPOLDVS D. G. ROM. IMP. S. AVG.» (Вечно священный Божьей милостью император Римской империи Леопольд). Помещение на одну из сторон монеты вольных городов, к которым относился Аугсбург, символов власти императора было прописано в Аугсбургском монетном уставе 1559 года.